# Hexenhaus
Hexenhaus (ty. "Häxehus", efter das Hexenhaus, "häxhuset") är ett svenskt band inom thrash metal, vilket bildades i Stockholm år 1987 av medlemmar från det då vilande Maninnya Blade. Bandet var aktivt fram till 1992 och släppte under denna tid tre album. Debutalbumet A Tribute to Insanity gavs ut 1988. En kortare återförening gav upphov till ytterligare ett album, Dejavoodoo, från 1997. Bandet återförenades 2012 med delvis nya medlemmar. 
I boken "Swedish Death Metal", i kapitlet om när thrash metal var på väg att ersättas av death metal, skriver Daniel Ekeroth att "Hexenhaus ansågs vara Sveriges främsta thrash-band i många år" trots att det då "lät ganska utdaterat".

## Medlemmar
Nuvarande medlemmar
- Mike Wead (Mikael Wikström) – gitarr (1987– )
- Johan Billerhag (a.k.a. Billy St. John) – trummor (1990– )
- Marco A. Nicosia – gitarr (1990– )
- Magnus Ljung – basgitarr (2012– )
- Kacper Różański – sång (2012– )

Tidigare medlemmar
- Conny Welén – basgitarr
- Marty Marteen – basgitarr
- Jan "Blomman" Blomqvist – basgitarr
- Martin "E-Type" Eriksson – trummor
- Ralph Rydén – trummor
- Rick Meister – gitarr (1987–?)
- Thomas Lyon (Thomas Lundin, a.k.a. Tommie Agrippa) – sång (1990–?)
- Nicklas Johansson – sång (1990–?)

## Diskografi
Studioalbum
- 1988 – A Tribute to Insanity
- 1990 – The Edge of Eternity
- 1991 – Awakening
- 1997 – Dejavoodoo